# Грошові знаки уряду УНР, Директорії та Української Держави

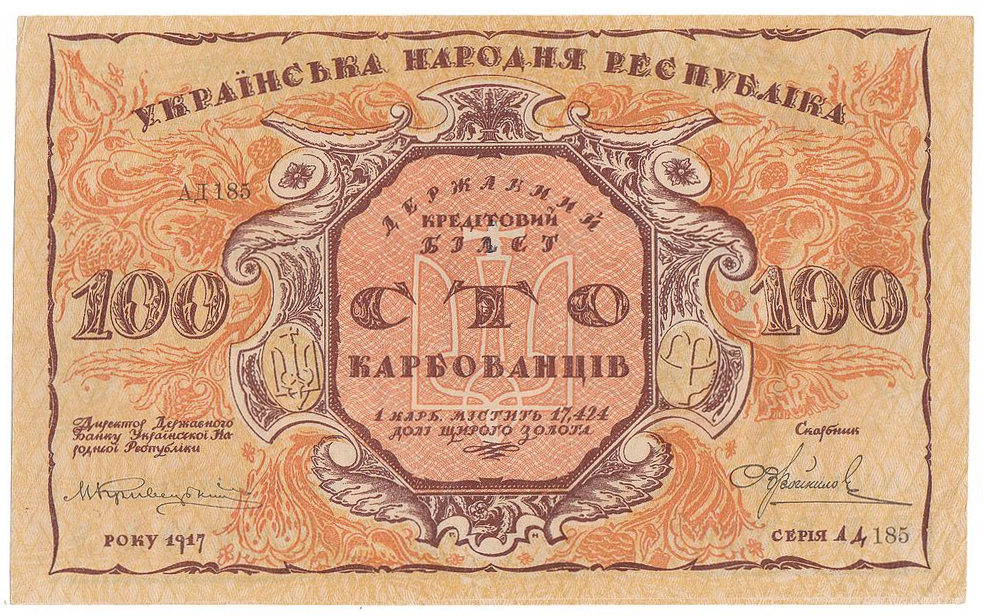
Перша українська банкнота номіналом 100 карбованців

Гроші УНР — грошові знаки, які перебували в обігу на території Української Народної Республіки та Української Держави протягом 1917—1921 років. У цей час в обігу перебували карбованці, гривні та шаги. Виготовлення державних грошових знаків у той час здійснювала Експедиція заготовок державних паперів.

## Історія

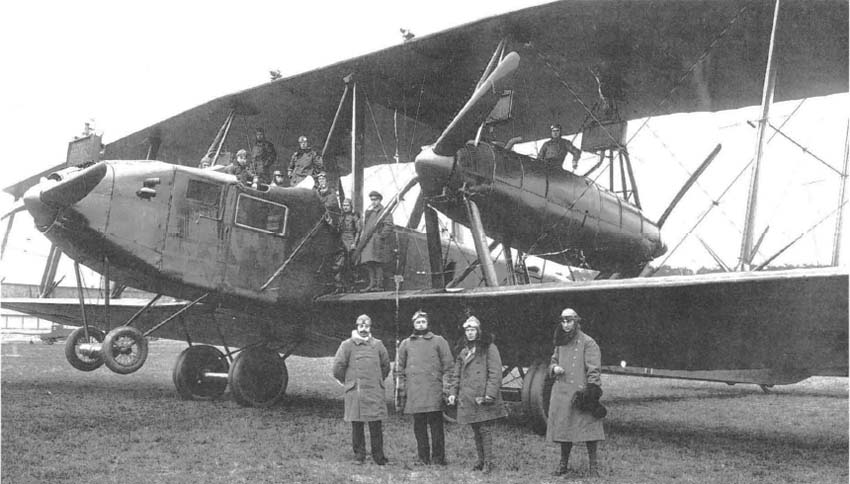
Надруковані в Берліні гривні доставляли важкими бомбардувальниками R.69

У лютому 1917 року в Петрограді відбулася революція, що призвела до падіння російської монархії та утворення Російської республіки, де влада перейшла до новоутвореного Тимчасового уряду на чолі з Георгієм Львовим. Лютнева революція стала поштовхом до піднесення національної свідомості народів колишньої Російської імперії, що стало причиною активізації національно-визвольних рухів народів за незалежність власних країн. Українці також були учасниками національно-визвольних змагань, а цей період в історіографії отримав назву Українська революція.
Відповіддю українських земель на події у Петрограді у лютому-березні 1917 року та створення Тимчасового уряду стало створення в Києві Української Центральної Ради (УЦР). Тимчасовий уряд негативно сприйняв фактичну автономію України, проголошену І Універсалом Центральної Ради, проте після нетривалих перемовин у Києві у липні був змушений з нею погодитися, що відобразилося вже у ІІ Універсалі.
Оскільки УЦР та Тимчасовий уряд взаємно визнавали один одного, українськими землями тоді, як і всією територією колишньої Російської імперії, продовжували ходити «царські» рублі поруч із нововведеними рублями Тимчасового уряду, так званими «керенками», названими за прізвищем прем'єр-міністра Тимчасового уряду з липня 1917 року Олександра Керенського. Революційні події та політична нестабільність впливали економіку держави, тому УЦР зіткнулась з браком коштів на фінансування об'єктів соціального значення. Подекуди Петроград навмисне використовував фінансові важелі, як засіб впливу на Київ. Тому через дефіцит грошової маси у липні 1917 року було проведено конкурс ескізів майбутніх українських грошових знаків.
19 грудня 1917 (1 січня 1918) Українська Центральна Рада ухвалила «Тимчасовий закон про випуск державних кредитових білетів УНР», відповідно до якого запроваджувалася нова грошова одиниця — карбованець. Карбованцем у народі називали російські «царські» рублі, тому назва української грошової одиниці не мала б призвести до плутанини серед населення. Карбованець подібно до російського рубля був прив'язаний до 17,424 частки щирого золота (0,766656 г). Російські рублі та керенки з обігу не вилучалися, так само як і російські монети, які залишалися дрібними.
Для випуску карбованців український уряд почав ревізію друкарень, щоб віднайти таку, яка б була здатна технічно виконати завдання з випуску банкнот. Було вирішено, що друк перших українських грошей буде здійснено друкарнею Василя Кульженка по вулиці Пушкінській 4 у Києві, оскільки на той час вона мала найсучасніше обладнання. Першими побачили світ білети номіналом у 100 карбованців. Такий номінал був зумовлений необхідністю швидко та з найменшими витратами поповнити нестачу грошової маси в обігу.
Оскільки виробничі потужності друкарні Кульженка не давали можливості швидко видрукувати потрібну кількість й асортимент банкнот, основним місцем випуску української гривні став будинок київських арештантських рот.
10 вересня 1918 року Українська Держава підписала з Німеччиною та Австро-Угорщиною Економічний договір. За його умовами передбачався друк шести номіналів гривневих білетів у берлінській друкарні «Reichsdruckerei» на загальну суму в 11,5 млрд гривень. Надруковані гроші доправляла німецька авіакомпанія «Deutsche Luft-Reederei» важкими бомбардувальниками Zeppelin-Staaken RXIVa «R.69», «R.70» і «R.71».